# 霍伊爾頓鎮區 (伊利諾伊州華盛頓縣)
霍伊爾頓鎮區（英語：Hoyleton Township）是位於美國伊利諾伊州華盛頓縣的一個行政鎮區。

## 地方資料
根據2010年美國人口普查的數據，霍伊爾頓鎮區的面積為132.30平方千米，當中陸地面積為132.30平方千米，而水域面積為0.00平方千米。當地共有人口1025人，而人口密度為每平方千米7.75人。